# Mistrzostwa Europy w Lekkoatletyce 1938 – sztafeta 4 × 100 m kobiet
Sztafeta 4 × 100 metrów kobiet był jedną z konkurencji rozgrywanych podczas II Mistrzostw Europy w Wiedniu. Wystartowało sześć reprezentacji narodowych. Rywalizację rozegrano 18 września 1938 roku na Praterstadion. Zwycięzcą tej konkurencji została ekipa III Rzeszy, srebro zdobyły Polki, zaś brąz przypadł ostatecznie, po dyskwalifikacji drużyny brytyjskiej, Włoszkom.

## Wyniki
| Miejsce | Zawodniczki                                                                                  | Czas      |
| ------- | -------------------------------------------------------------------------------------------- | --------- |
|         | III Rzesza (Josefine Kohl, Käthe Krauß, Emmy Albus, Ida Kühnel)                              | 46,8 CR   |
|         | Polska (Anna Jadwiga Gawrońska, Barbara Książkiewicz, Otylia Kałuża, Stanisława Walasiewicz) | 48,2      |
|         | Włochy (Maria Alfero, Maria Apollonio, Rosetta Cattaneo, Italia Lucchini)                    | 49,4      |
| 4       | Węgry (Ilona Balla, Anna Lörinczi, Sarolta Fehér, Rózalia Nagy)                              | 50,8      |
| 5       | Norwegia (Ella Undli, Aashild Brandvold, Solveig Wennewold, czwarta zawodniczka)             | 51,1      |
| -       | Wielka Brytania (Lillian Chalmers, Audrey Brown, Dorothy Saunders, Betty Lock)               | DQ (48,3) |